# Бурайха
Бурайха (яп. 無頼派 бурайха, «группа безответственных»), или декадентская школа — группа писателей, выражавших ощущение бесцельности и кризис идентичности послевоенной Японии в своём творчестве. Не являясь официальной литературной школой и не имея собственного додзинси (яп. 同人誌 до:дзинси, «журнал единомышленников»), писатели бурайха были объединены общим подходом к теме и художественным стилем. Протагонисты, характерные для работ бурайха, представляют собой маргинальных антигероев без цели в жизни. Авторы декадентской школы критиковали как литературу довоенной Японии, так и новые социальные ценности, пришедшие вместе с американской оккупацией. Состав бурайха был нечётко определён, а произведения не отсылали ни к одной конкретной группе.

## Происхождение
После поражения Японии во Второй мировой войне модернизм отошёл на второй план, уступив место литературе декаданса. Популярность обрела так называемая «литература плоти» (яп. 肉体文学 никутай бунгаку), которая раскрывала тёмную сущность человеческой личности и уделяла внимание психическим отклонениям.
Важную роль в формировании бурайха сыграла развлекательная литература гэсаку (яп. 戯作, гэсаку) эпохи Эдо (XVII—XIX вв.), для которой были характерны юмор, комизм, шутки и эротические мотивы. В эссе «Литература гэсаку» (яп. 戯作者文学論 Гэсакуся бунгакурон), некрологе «Осакский мятеж. Смерть Оды Сакуноскэ» (яп. 大阪の反逆 – 織田作之助の死 О:сака-но хангяку — Ода Сакуноскэ-но си) и других своих произведениях Сакагути Анго подчёркивал значимость этого жанра и, критикуя классическое наследие камбунгаку и вака, придерживался мнения о необходимости возродить его. Идея эта прослеживается и у Дадзая Осаму в сатире «Сказки» (яп. お伽草紙, Отоги дзо:си, 1945), эссе «Я слышал» (яп. 如是我聞 Нёдзэгамон, 1948), где писатель критикует Наоя Сига, и его последнем рассказе «Гудбай» (1948). О возрождении гэсаку писал также Ода Сакуноскэ в «Литературе вероятности». Эти работы критикуют реализм традиционного эго-романа и устоявшиеся литературные нормы.
В 1946 году Сакагути Анго впервые определил это течение как «Новая литература гэсаку» (яп. 新戯作派 сингэсакуха) на основании сходства с традиционным гэсаку по главному формальному приёму — иронии. Однако, в отличие от эдоских гэсаку, эта литература повествовала об отчаянии, разочаровании, нигилизме, бесцельности существования, а авторы через приёмы гротеска и иронии изображали хаос, охвативший мир.
Сам термин «Бурайха», воплотивший в себе «реставрацию гэсаку» и «оппозицию к литературе старого режима», был сформирован под влиянием знаковых работ Сакагути Анго «Упадок» (яп. 堕落論 Даракурон, 1946) и «Рассуждения о декадентской литературе» (яп. デカダン文学論 Дэкадан бангакурон, 1946). Буквально он переводится как «независимый», отсылая к людям, которые жили вразрез с общественными нормами.

## Состав
Основные представители бурайха — Дадзай Осаму, Сакагути Анго, Ода Сакуноскэ, но нередко к этой школе причисляют также Исикава Дзюн, Ито Сэй, Таками Дзюн, Танака Хидэмицу, Дан Кадзуо и др. Литературный критик Окуно Такэо (яп. 奥野健男 Окуно Такэо) относил к бурайха и таких авторов, как Миёси Дзюро и Хирабаяси Тайко. В одном из своих последних интервью писатель Аояма Кодзи выделил Дадзая и Оду как «чистокровных» членов бурайха, при этом не относя к этому течению себя и Дана Кадзуо. Если рассматривать понятие бурайха в более широком смысле, не ограничиваясь рамками современной японской литературы, его представителями можно считать также Ёсиюки Дзюнноскэ, Ирокава Такэхиро, Накагами Кэндзи, Идзюин Сидзука.

## Идеология
В основе идеологии бурайха лежит философия экзистенциализма. Творческая интеллигенция, охваченная тоской и потерянностью после поражения Японии во Второй мировой войне, часто в центр сюжета своих произведений ставила «трагическое мироощущение личности в обществе отчуждения и самоизоляции индивида». Литература бурайха отличается резким контрастом между формой и содержанием: за саркастичным и парадоксальным слогом скрыты отчаяние и ментальная опустошённость героев.
Идеи бурайха особенно ярко выразил в своём послевоенном манифесте «Упадок» Сакагути Анго. В нём писатель представляет нравственное падение как процесс, без которого невозможно обновление нации: «Человек легко падает. Падают и герои, и святые. Удержать их от этого нельзя. Удерживая, не спасешь. Человек живёт, человек падает. Падение — самый короткий и простой путь помочь другому… Только пройдя весь путь падения, ты сможешь открыть самого себя и тем самым помочь себе и другим». В понятие декаданса писатели бурайха включали процветание зла и порока, потерю нравственных начал, травмированную войной психику людей и их подверженность случаю. В их произведениях прослеживается противостояние шовинизму военного периода, который возвышал дух над плотским началом в человеке, отрицая его естественные потребности, и консервативному жанру эго-романа с присущим ему натурализмом.
На Западе писателей бурайха часто называют декадентами в связи с их развратным образом жизни: они проводили время в барах, употребляли наркотики и вступали в беспорядочные сексуальные связи. Яркий тому пример — Сакагути Анго, который поверг в шок читателей публикацией эссе «Упадок». Согласно критику Яну Смиту, это произведение «позволило японцам, в частности молодёжи, восстановить чувство собственного достоинства и вернуться к жизни после войны».

## Переводы на русский язык
В отличие от школ японского модернизма, работы самых видных представителей которых были изданы на русском языке, произведения японских декадентов русскоязычному читателю доступны в гораздо меньшем количестве.
В 2021 г. издательством Icebook был выпущен сборник «Гудбай», составленный из прозы представителей группы бурайха — Дадзая Осаму, Сакагути Анго и Оды Сакуноскэ. Большинство рассказов представлены в русском переводе впервые, включая такие значимые работы, как «Под сенью цветущей сакуры» Сакагути Анго и «Гудбай» Дадзая Осаму.

## Отражение в культуре
- Представители группы бурайха Дадзай Осаму, Сакагути Анго и Ода Сакуноскэ фигурируют в аниме и манге Асагири Кафки «Проза бродячих псов». Взаимоотношениям между этими писателями посвящено ранобэ «Дадзай Осаму и тёмная эра» того же автора.
- В аниме «Aoi Bungaku» в числе прочих адаптированы работы писателей бурайха: 1-4 эпизоды посвящены «Исповеди неполноценного человека» Дадзая Осаму, 5-6 эпизоды — «Под сенью цветущей сакуры» Сакагути Анго.
- В аниме «Bungo and Alchemist» также адаптированы произведения Дадзая Осаму «Исповедь неполноценного человека» (эпизоды 8-9) и Сакагути Анго «Под сенью цветущей сакуры» (эпизоды 2-3). Центральными персонажами 9 серии выступают участники школы бурайха — Дадзай Осаму, Сакагути Анго, Ода Сакуноскэ и Дан Кадзуо.

## Публикации на русском языке
- Гудбай. Рассказы: сборник. СПб.: lcebook, 2021. — 336 с.